# Дальгрен (Іллінойс)
Дальгрен (англ. Dahlgren) — селище (англ. village) в США, в окрузі Гамільтон штату Іллінойс. Населення — 504 особи (2020).

## Географія
Дальгрен розташований за координатами 38°11′53″ пн. ш. 88°41′4″ зх. д. / 38.19806° пн. ш. 88.68444° зх. д. (38.198173, -88.684571).  За даними Бюро перепису населення США в 2010 році селище мало площу 2,58 км², уся площа — суходіл.

## Демографія
Згідно з переписом 2010 року, у селищі мешкало 525 осіб у 211 домогосподарстві у складі 140 родин. Густота населення становила 203 особи/км².  Було 242 помешкання (94/км²).
Расовий склад населення:
| - 95,6 % — білих - 2,5 % — чорних або афроамериканців |

До двох чи більше рас належало 1,3 %. Частка іспаномовних становила 1,5 % від усіх жителів.
За віковим діапазоном населення розподілялося таким чином: 26,3 % — особи молодші 18 років, 57,1 % — особи у віці 18—64 років, 16,6 % — особи у віці 65 років та старші. Медіана віку мешканця становила 39,3 року. На 100 осіб жіночої статі у селищі припадало 91,6 чоловіків;  на 100 жінок у віці від 18 років та старших — 87,9 чоловіків також старших 18 років.
Середній дохід на одне домашнє господарство  становив 42 873 долари США (медіана — 31 346), а середній дохід на одну сім'ю — 62 518 доларів (медіана — 47 031). За межею бідності перебувало 9,4 % осіб, у тому числі 0,0 % дітей у віці до 18 років та 18,6 % осіб у віці 65 років та старших.
Цивільне працевлаштоване населення становило 157 осіб. Основні галузі зайнятості: освіта, охорона здоров'я та соціальна допомога — 36,3 %, роздрібна торгівля — 19,7 %, виробництво — 15,9 %.